# Les Niouzes
Les Niouzes est une émission satirique de télévision.
Présentée par Laurent Ruquier, elle est diffusée sur TF1 du 28 août 1995 au 1er septembre 1995.

## Description
Produit par Thierry Ardisson, Les Niouzes succède sur la grille des programmes de TF1, à l'émission Coucou !  de Christophe Dechavanne en étant diffusé du lundi au vendredi de 19 h 20 à 19 h 50. Il s'agit d'un pastiche de journal télévisé, composé notamment de détournement d'images faits par des imitateurs, de micro-trottoirs et de caméras cachées.
À la suite des attentats du RER B St Michel, Jacques Ramade, bouteille de gaz en plateau, explique « que c'est son meilleur moyen d'être tranquille dans le métro ». Provocation pour certains, mauvais goût pour d'autres, ce sketch n'a pas aidé à faire grimper les audiences et prouve le côté satirique de l'émission en exacerbant les critiques notamment celles de la presse.
Une semaine après sa création, Patrick Le Lay — alors PDG de TF1 — annonce d'un « commun accord » que l'émission est remplacée par la série américaine Alerte à Malibu, en raison de ses faibles audiences. Selon Libération, l'entourage de la direction la considère « irrécupérable » avec un « potentiel à regagner de l'audience insuffisant ». 
L'arrêt des Niouzes a engendré une chute de l'action de TF1, de 2,30 % soit 509 francs, la programmation d'une émission satirique pendant l'access prime-time (19 h à 20 h), a été qualifiée « d'erreur industrielle » par les milieux financiers.

## Participants
Beaucoup de participants sont issus de l'émission de radio Rien à cirer, présentée par Laurent Ruquier sur France Inter de 1991 et 1996 :
- Frédéric Lebon
- Jacques Ramade
- Isabelle Mergault
- Christophe Alévêque
- Gérald Dahan
- Jean-Éric Bielle
- Gustave Kervern
- Dan Bolender
- François Pirette
- Didier Porte
- Isabelle Motrot

## Audiences
Les deux premiers jours, l'émission réunit trois millions de téléspectateurs avant d'en perdre 600 000, lors des trois dernières. Dès la deuxième émission, le programme Les Niouzes est battu par le 19/20 de France 3. 
| # | Date               | Nb. téléspectateurs | PA  | PdM    | R     |
| - | ------------------ | ------------------- | --- | ------ | ----- |
| 1 | 28 août 1995       | ≈ 3 000 000         | 6,5 | 23,4 % | ,     |
| 2 | 29 août 1995       | ≈ 3 000 000         | 5,8 | 20,5 % | ,     |
| 3 | 30 août 1995       | ≈ 2 400 000         | NC  | NC     | [ 6 ] |
| 4 | 31 août 1995       | ≈ 2 400 000         | NC  | NC     | [ 6 ] |
| 5 | 1er septembre 1995 | ≈ 2 400 000         | NC  | NC     | [ 6 ] |

## Commentaires
- Dans les pages de Télé Star, en août 1995, Laurence Boccolini a donné les raisons de son absence du générique, alors qu’elle avait été annoncée dans l’équipe de Laurent Ruquier. Elle raconte : « J’avais annoncé à Laurent Ruquier que je ne participerais pas aux Niouzes car je ne trouvais pas drôles les textes que j’écrivais. En un mot, je n’étais pas bonne… ». À la rentrée de septembre, attendue sur TF1, l’animatrice a pris les commandes de Que le meilleur gagne sur France 2[8].
- Dans une interview au Monde en juin 2017, Laurent Ruquier déclare : « Cette émission était prématurée. Souvent, lorsqu’on est à France Inter et à Canal+, on croit être les rois du pétrole, avec un énorme public. Or, France Inter n'est pas la France et Canal+ non plus. Arriver à 19 heures tous les soirs sur TF1, alors que beaucoup de gens ne me connaissaient pas, fut une erreur »[9].